# Cimișeni
Cimișeni és una comuna i poble de la República de Moldàvia situada al districte de Criuleni.
El 2004 la comuna tenia 2.868 habitants, la gairebé totalitat dels quals són ètnicament moldaus-romanesos.
Se situa uns 15 km a l'est de Chisináu, sobre la carretera M14, al límit amb el districte de Anenii Noi.